# SS 90
SS 90 byl první skutečně sportovní automobil britské automobilky SS Cars Ltd, po válce přejmenované na Jaguar Cars Ltd. Vyráběl se během roku 1935, nástupcem se stal model SS 100.
Model SS 90 vzniknul na podvozku modelu SS 1 dodávaného automobilkou Standard. Byl ale zkrácen o necelých 40 cm kvůli sportovnější a hbitější jízdě. Rozvor náprav nyní činil 2 642 mm. Stejně jako mateřský SS 1 měl tuhou přední i zadní nápravu s půleliptickými listovými pery. Pohon opět zajišťoval řadový šestiválec Standard s označením 20HP o objemu 2 663 cm3 a výkonu 68 koní (51 kW) z SS 1. Byl pouze výš vyladěn a zvýšen kompresní poměr na 7:1. To stačilo zhruba 1 150 kg těžkému stroji k max. rychlosti 140 km/h a zrychlení z 0 na 60 mil/h (0-96 km/h) za 18 s. Vůz měl vpředu i vzadu bubnové brzdy a o přípravu spalovací směsi se staraly dva karburátory RAG.
Vzhled modelu SS 90 se vyznačoval úzkou karoserií, nízkou kapotou a elegantně tvarovanými blatníky. První exemplář zkonstruovaný Williamem Walmsleyem, jedním ze zakladatelů značky, počítal se splývavou módní zádí, avšak sériové provedení mělo na zádi umístěné rezervní kolo a nádrž na 82 litrů paliva. Stále se ovšem jednalo o skvěle vypadající vůz a jeho vzhled se téměř neliší od jeho nástupce SS 100. Vůz se prodával za velmi příznivou cenu 395 liber šterlinků, ale vyrobilo se pouhých 23 exemplářů. Neúspěch přinesla nedostačující výkonnost a také příchod nástupce SS 100, který poskytoval lepší svezení při zachování stejného vzhledu.